# Radosław Dobrowolski
Radosław Henryk Dobrowolski (ur. 10 października 1964) – polski geograf fizyczny, geomorfolog i paleogeograf, profesor nauk o Ziemi, profesor Uniwersytetu Marii Curie-Skłodowskiej i jego rektor w kadencjach 2020–2024 i 2024–2028.

## Życiorys
W 1988 ukończył studia geograficzne na Wydziale Biologii i Nauk o Ziemi Uniwersytetu Marii Curie-Skłodowskiej. Doktoryzował się w 1996 na macierzystej uczelni w oparciu o dysertację pt. Strukturalne uwarunkowania rozwoju współczesnej rzeźby krasowej na międzyrzeczu środkowego Wieprza i Bugu, której promotorem był profesor Henryk Maruszczak. Stopień naukowy doktora habilitowanego uzyskał w 2007 na UMCS na podstawie pracy: Glacjalna i peryglacjalna transformacja rzeźby krasowej północnego przedpola wyżyn lubelsko-wołyńskich (Polska SE, Ukraina NW). Tytuł profesora nauk o Ziemi otrzymał 19 grudnia 2014.
Od 1987 zawodowo związany z Uniwersytetem Marii Curie-Skłodowskiej, na którym zajmował stanowiska: asystenta, adiunkta (1997), profesora nadzwyczajnego (2011), profesora zwyczajnego (2018) i profesora. W latach 2008–2011 był zastępcą dyrektora Instytutu Nauk o Ziemi, a od marca do września 2011 pełnił funkcję dyrektora tej jednostki. W latach 2011–2016 był dziekanem powstałego w miejsce INoZ Wydziału Nauk o Ziemi i Gospodarki Przestrzennej. W kadencji 2016–2020 pełnił funkcję prorektora UMCS do spraw nauki i współpracy międzynarodowej. W czerwcu 2020 został wybrany na rektora Uniwersytetu Marii Curie-Skłodowskiej w kadencji 2020–2024, pokonując w głosowaniu profesora Roberta Litwińskiego (otrzymał 50,3% głosów). W czerwcu 2024 uzyskał reelekcję na drugą czteroletnią kadencję.
Specjalizuje się w geografii fizycznej, geomorfologii i paleogeografii czwartorzędu. Opublikował ponad 220 artykułów naukowych. Przebywał na stażach naukowych na Uniwersytecie Palackiego i dwukrotnie na Uniwersytecie Lwowskim. Członek i zastępca przewodniczącego Komitetu Nauk Geograficznych PAN

## Odznaczenia
Odznaczony Srebrnym (2004) i Złotym (2020) Krzyżem Zasługi. Wyróżniony również Medalem Komisji Edukacji Narodowej.